# Diritti assoluti
I diritti assoluti sono quelle situazioni giuridiche soggettive di vantaggio tutelate erga omnes ovvero nei confronti di tutti gli altri consociati, senza la loro necessaria cooperazione e quindi, ai fini della loro integrazione, non è necessaria l'esistenza di un rapporto giuridico come invece avviene nel caso dei diritti relativi. L'esempio principe della categoria in esame è il diritto di proprietà, la cui tutela corrisponde alle actiones in rem di diritto romano.

## Origine della locuzione
Nel diritto romano non era conosciuta una distinzione tra i diritti assoluti e relativi, per la semplice ragione che non era stata enunciata una generale nozione di diritto. Erano invece definite le actiones, e in particolare quelle in rem e quelle in personam, poiché nel diritto romano si aveva una visione processuale: le actiones in rem erano accordate a tutela del mancipium e poi furono estese alla servitù; solo in epoca post-classica furono attribuite anche per la superficie e l'enfiteusi. Quanto alla tutela delle posizioni oggi definibili come "diritti della personalità" si aveva con l'esercizio delle cosiddette actiones iniuriarum, con cui era sanzionata la condotta di ingiuria, diffamazione, violazione di domicilio, sequestro di persona, ecc.
Fu la dottrina pandettistica nel XIX secolo a classificare i diritti in diritti assoluti  e diritti relativi.

Il primo autore fu Friedrich Carl von Savigny, giurista tedesco, fondatore della scuola storica del diritto, che dubitò dell'esistenza di veri e propri diritti della personalità, ma tracciò la distinzione affermando che:
- la lesione al diritto assoluto comporta responsabilità extracontrattuale;
- la lesione  al diritto relativo comporta responsabilità contrattuale.

La tesi fu ripresa da Bernhard Windscheid, il quale affermò che nei diritti assoluti l'azione tutoria è proponibile erga omnes, in quanto vi è l'obbligo generale di astensione della collettività: come nei diritti relativi c'è un obbligo del solo soggetto passivo, nei diritti assoluti c'è un obbligo di tutti i consociati.

I diritti assoluti della personalità per Savigny non erano veri e propri diritti, non essendo concepibili diritti sulla propria persona (questo è affermato anche da Santoro-Passarelli).

## La dottrina recente
Per Francesco Santoro-Passarelli, gli attributi essenziali della personalità non sono (e non potrebbero essere) oggetto di diritti: in caso di lesione, il titolare leso può chiedere soltanto il risarcimento del danno e la cessazione dell'abuso.

Anche Riccardo Orestano e Mario Bessone affermano l'inesistenza di veri e propri diritti della personalità: questi sarebbero semplicemente "attributi" e "predicati" della persona.

Fulcro principale di tutto il sistema è l'uomo, che non può essere considerato «oggetto» delle norme, bensì soggetto. Il complesso dei diritti soggettivi vede al centro, signore e dominus, il «soggetto», ossia l'individuo, concepito come persona libera e cosciente; i diritti cd. assoluti sarebbero da intendere come potere della volontà del soggetto.

La teoria soggettivistica, così sintetizzata, lascia tuttavia insoluta tutta una serie di problemi circa i rapporti fra diritti assoluti e azione, la sussistenza di taluni diritti riconosciuti anche agli incapaci di intendere e di volere (ad es. i diritti sulla propria persona), l'imprescrittibilità dei diritti assoluti quando vi è stata la lesione (ferma restando la prescrizione per il conseguente diritti al risarcimento), ecc.

## I diritti assoluti nello Stato sociale
Con l'affermarsi dello Stato liberale, si diffonde l'ideologia della «cooperazione» (elaborata da Helmut Coing), come nuovo principio unificante le situazioni soggettive di diritto privato. La cooperazione sociale produce qualcosa di nuovo a cui partecipano tutti i membri della società in relazione all'adempimento dei loro fini vitali. La società è un'unità sovraindividuale, e la cooperazione funge da «correttivo » dell'autonomia del privato, restando comunque inalterato il sistema di ripartizione dei beni quale si trova già attuato e restando confinata la libertà del privato al potere di regolare i propri rapporti (di scambio) con gli altri soggetti.
Ma questa idea di «cooperazione» ha occasione di manifestarsi soltanto negli istituti (quali il contratto e le associazioni) che colgono il soggetto in rapporto con gli atti per il conseguimento di obiettivi comuni: resta in piedi il problema della contrapposizione tra rapporto reale e rapporto obbligatorio (che è, per definizione, la forma di tutela giuridica della cooperazione tra i singoli).

Il passaggio dall'idea di «cooperazione» a quella di «solidarietà» è stato più pregnante: si è affermato che il contenuto del diritto assoluto non è determinato soltanto «dall'interesse concreto del titolare» bensì «dal principio di solidarietà tra i due soggetti del rapporto, come partecipi entrambi della stessa comunità, nel senso che la subordinazione di un interesse all'altro interesse è consentita fin dove essa non urti contro quella solidarietà.

## La critica alla categoria dei diritti assoluti
Le tesi classiche sulla distinzione tra diritti assoluti e diritti relativi furono criticate anche da Santi Romano, che rilevò che in alcuni casi anche i diritti di credito sono opponibili erga omnes (ad es. la locazione ultranovennale trascritta).

Michele Giorgianni ha poi aggiunto che vi sono dei diritti reali per i quali non è concepibile la inerenza alla res, cioè ipoteca e servitù negativa. Per Giorgianni, né l'opponibilità del diritto né l'inerenza alla cosa sono caratteristiche esclusive dei diritti reali.

Per di più, vi sono alcuni diritti di credito che hanno una tutela erga omnes ed anche nei confronti dei terzi subacquirenti di un bene. Si pensi ai casi in cui, agli affittuari di fondi rustici o di immobili destinati ad uso diverso da quello abitativo, le leggi speciali attribuiscono il diritto di prelazione esperibile erga omnes (e questa è norma di ordine pubblico).

Pertanto, anche la dottrina recente ha affermato che la distinzione tra diritti assoluti e diritti relativi non ha un fondamento razionale, ma è frutto dei condizionamenti storici (dottrina pandettistica di Bernhard Windscheid ed altri). Pertanto, alla tradizionale bipartizione andrebbe sostituita la seguente tripartizione:
1. diritti reali, anche se non è essenziale l'inerenza alla cosa, mentre va ravvisato il carattere essenziale della opponibilità di terzi subacquirenti;
2. diritti di credito a tutela rafforzata del comodatario e del locatario, che quanto meno possono chiedere la tutela erga omnes del loro diritto di godimento, nonché dei titolari del diritto di prelazione legale, che possono altresì opporre il loro diritto anche ai subacquirenti della cosa; Giorgianni assimila al locatario la posizione dell'assegnatario di alloggi pubblici: è stato osservato che questo è un errore, perché (quando l'alloggio è assegnato) vi è un rapporto di concessione-contratto di un bene pubblico e non locazione, ma si applica il Codice civile che dà la possibilità di esperire l'azione erga omnes. Si applica cioè il principio per il quale il concessionario può agire in giudizio quale titolare dei diritti derivanti dalla concessione. I diritti rafforzati sono tali solo nei casi previsti dalla legge: non può invece l'autonomia privata rendere opponibile ai terzi un diritto che va qualificato come relativo;
3. diritti di credito non rafforzati, nel passato ritenuti rilevanti inter partes, anche se dal 1971 la Cassazione ammette la cd. tutela aquiliana del diritto di credito (cd. tutela esterna).

## I cd. diritti assoluti nascenti dal matrimonio
I doveri sanciti dal Codice civile e nascenti dal matrimonio, secondo la dottrina e la giurisprudenza oramai consolidata, presentano una natura pienamente giuridica e non soltanto morale. Ne consegue che essi sono idonei a fondare  situazioni giuridiche soggettive rilevanti per l'ordinamento e come tali tutelabili. Secondo Giorgianni, si tratterebbe di veri e propri obblighi giuridici cui fa riscontro nel soggetto attivo una pretesa, ossia un potere di esigere quel comportamento. Tale impostazione postula che i doveri nascenti dal matrimonio andrebbero inquadrati nell'ambito dei diritti relativi, anziché in quello dei diritti assoluti.

Secondo Santoro-Passarelli invece, le situazioni giuridiche soggettive nascenti a seguito del matrimonio non costituirebbero posizioni riconducibili a diritti soggettivi (né relativi né assoluti), in quanto «..stabiliti a servizio dell'unità e della stabilità della famiglia».

La questione della natura di tali situazioni giuridiche (ossia il "se" si tratti di diritti soggettivi assoluti o meno) ha perso rilevanza, atteso che già da tempo è stato allargato l'ambito applicativo dell'art. 2043 del Codice civile anche a posizioni giuridiche soggettive diverse dai diritti assoluti (diritti relativi, interessi legittimi, chance, possesso, ecc.) con l'affermazione il principio di atipicità dell'illecito extracontrattuale.

## La proprietà
La figura del diritto soggettivo, oggi, è costruita secondo schemi che esprimono l'idea di Stato sociale: il diritto soggettivo ha perso gran parte dei suoi aspetti individualistici, per divenire espressione della «cooperazione» tra gli individui (Helmut Coing).

L'esercizio del diritto soggettivo deve essere attuato dal singolo secondo direttive di solidarietà sociale (art. 2 della Costituzione); e lo Stato può limitare i poteri del titolare del diritto soggettivo, fino a trasformare il contenuto stesso del diritto.

Esempio paradigmatico si ha in tema di proprietà (cui si rinvia per la completezza della relativa voce), in ordine alla quale si giustificano numerose e sostanziali limitazioni nel godimento e nella disponibilità in ragione della funzione sociale prevista dall'art. 42, comma 2, della Costituzione.